# Vasil Gigiadze
Vasil Gigiadze (in georgiano ვასილ გიგიაძე?, in russo Васил Гигиадзе?; Kutaisi, 3 giugno 1977) è un ex calciatore georgiano, di ruolo attaccante.

## Statistiche

### Cronologia presenze e reti in Nazionale
| Cronologia completa delle presenze e delle reti in nazionale ― Georgia | Cronologia completa delle presenze e delle reti in nazionale ― Georgia | Cronologia completa delle presenze e delle reti in nazionale ― Georgia | Cronologia completa delle presenze e delle reti in nazionale ― Georgia | Cronologia completa delle presenze e delle reti in nazionale ― Georgia | Cronologia completa delle presenze e delle reti in nazionale ― Georgia | Cronologia completa delle presenze e delle reti in nazionale ― Georgia | Cronologia completa delle presenze e delle reti in nazionale ― Georgia |
| Data                                                                   | Città                                                                  | In casa                                                                | Risultato                                                              | Ospiti                                                                 | Competizione                                                           | Reti                                                                   | Note                                                                   |
| ---------------------------------------------------------------------- | ---------------------------------------------------------------------- | ---------------------------------------------------------------------- | ---------------------------------------------------------------------- | ---------------------------------------------------------------------- | ---------------------------------------------------------------------- | ---------------------------------------------------------------------- | ---------------------------------------------------------------------- |
| 09/02/2005                                                             | Tbilisi                                                                | Georgia                                                                | 1 – 0                                                                  | Lituania                                                               | Amichevole                                                             | -                                                                      | 46’                                                                    |
| 22/03/2006                                                             | Tirana                                                                 | Albania                                                                | 0 – 0                                                                  | Georgia                                                                | Amichevole                                                             | -                                                                      |                                                                        |
| 27/05/2006                                                             | Alterkirchen                                                           | Nuova Zelanda                                                          | 3 – 1                                                                  | Georgia                                                                | Amichevole                                                             | -                                                                      | 46’                                                                    |
| 07/10/2006                                                             | Rostock                                                                | Germania                                                               | 2 – 0                                                                  | Georgia                                                                | Amichevole                                                             | -                                                                      | 79’                                                                    |
| 11/10/2006                                                             | Tbilisi                                                                | Georgia                                                                | 1 – 3                                                                  | Italia                                                                 | Qual. Euro 2008                                                        | -                                                                      | 84’                                                                    |
| 22/08/2006                                                             | Lussemburgo                                                            | Lussemburgo                                                            | 0 – 0                                                                  | Georgia                                                                | Amichevole                                                             | -                                                                      | 46’                                                                    |
| Totale                                                                 |                                                                        | Presenze                                                               | 6                                                                      |                                                                        | Reti                                                                   | 0                                                                      |                                                                        |